# Nacht van de Atletiek 2009
De Nacht van de Atletiek 2009 was een atletiektoernooi dat op 18 juli 2009 plaatsvond. Deze wedstrijd werd gehouden in het Stadion De Veen in Heusden.

## Uitslagen

### Hoofdprogramma

#### Mannen

##### 200 m
| rang   | atleet            | land | prestatie (tijd) |
| ------ | ----------------- | ---- | ---------------- |
| Goud   | Brian Dzingai     | ZIM  | 20,61 s          |
| Zilver | Trell Kimmons     | USA  | 20,64 s          |
| Brons  | Patrick van Luijk | NED  | 20,68 s          |

##### 400 m
| rang   | atleet                | land | prestatie (tijd) |
| ------ | --------------------- | ---- | ---------------- |
| Goud   | Kevin Borlée          | BEL  | 46,31 s          |
| Zilver | Cédric Van Branteghem | BEL  | 46,50 s          |
| Brons  | Torrance Jamaal       | USA  | 46,51 s          |

##### 800 m
A-serie
| rang   | atleet            | land | prestatie (tijd) |
| ------ | ----------------- | ---- | ---------------- |
| Goud   | Ali Bilal Mansour | BRN  | 1m 45,26 s SB    |
| Zilver | Reuben Bett       | KEN  | 1m 45,77 s       |
| Brons  | Leonel Manzano    | USA  | 1m 46,20 s PB    |

B-serie
| rang   | atleet            | land | prestatie (tijd) |
| ------ | ----------------- | ---- | ---------------- |
| Goud   | Moise Joseph      | HAI  | 1m 47,87 s       |
| Zilver | Matt Scherer      | USA  | 1m 48,14 s       |
| Brons  | Azzedine Boudjema | ALG  | 1m 48,32 s       |

##### 1500 m
A-serie
| rang   | atleet          | land | prestatie (tijd) |
| ------ | --------------- | ---- | ---------------- |
| Goud   | Nate Brannen    | CAN  | 3m 36,53 s SB    |
| Zilver | Churchill Keiyo | KEN  | 3m 36,77 s SB    |
| Brons  | Imad Touil      | ALG  | 3m 37,50 s PB    |

B-serie
| rang   | atleet         | land | prestatie (tijd) |
| ------ | -------------- | ---- | ---------------- |
| Goud   | Evan Jager     | USA  | 3m 38,33 s PB    |
| Zilver | David Torrence | USA  | 3m 38,33 s PB    |
| Brons  | Dawit Wolde    | ETH  | 3m 39,89 s       |

##### 5000 m
A-serie
| rang   | atleet          | land | prestatie (tijd) |
| ------ | --------------- | ---- | ---------------- |
| Goud   | Jonas Cheruiyot | KEN  | 13m 07,47 s SB   |
| Zilver | Matt Tegenkamp  | USA  | 13m 07,97 s SB   |
| Brons  | Josphat Bett    | KEN  | 13m 07,97 s PB   |

B-serie
| rang   | atleet         | land | prestatie (tijd) |
| ------ | -------------- | ---- | ---------------- |
| Goud   | Jonathon Riley | USA  | 13m 21,65 s SB   |
| Zilver | Tim Nelson     | USA  | 13m 24,87 s PB   |
| Brons  | Moses Kibet    | UGA  | 13m 24,94 s      |

##### 110 m horden
| rang   | atleet                | land | prestatie (tijd) |
| ------ | --------------------- | ---- | ---------------- |
| Goud   | Damien Broothaerts    | BEL  | 13,62 s PB       |
| Zilver | Mike van Kruchten     | NED  | 13,75 s PB       |
| Brons  | Marcel van der Westen | NED  | 13,79 s SB       |

##### 3000 m Steeple
| rang   | atleet        | land | prestatie (tijd) |
| ------ | ------------- | ---- | ---------------- |
| Goud   | Taher Mubarak | BRN  | 8m 15,83 s       |
| Zilver | Silas Kitum   | KEN  | 8m 21,75 s PB    |
| Brons  | Josh McAdams  | USA  | 8m 22,83 s SB    |

##### Polsstokhoogspringen
| rang   | atleet             | land | prestatie (hoogte) |
| ------ | ------------------ | ---- | ------------------ |
| Goud   | Kevin Rans         | BEL  | 5,66m SB           |
| Zilver | Jeng Alhaji        | SWE  | 5,61m SB           |
| Brons  | Robbert-Jan Jansen | NED  | 5,56m PB           |

##### Speerwerpen
| rang   | atleet        | land | prestatie (afstand) |
| ------ | ------------- | ---- | ------------------- |
| Goud   | Sean Furey    | USA  | 77,05m              |
| Zilver | Tom Goyvaerts | BEL  | 75,85m              |
| Brons  | Mike Hazle    | USA  | 74,43m              |

##### Kogelstoten
| rang   | atleet             | land | prestatie (afstand) |
| ------ | ------------------ | ---- | ------------------- |
| Goud   | Andrej Michnevitsj | BLR  | 20,69m              |
| Zilver | Māris Urtāns       | LAT  | 19,77m SB           |
| Brons  | Scott Martin       | AUS  | 19,61m              |

#### Vrouwen

##### 100 m
A-serie
| rang   | atleet           | land | prestatie (tijd) |
| ------ | ---------------- | ---- | ---------------- |
| Goud   | Ivet Lalova      | BUL  | 11,27 s SB       |
| Zilver | Anastasia Le-roy | JAM  | 11,27 s          |
| Brons  | Adrienne Power   | CAN  | 11,40 s PB       |

B-serie
| rang   | atleet                 | land | prestatie (tijd) |
| ------ | ---------------------- | ---- | ---------------- |
| Goud   | Tahesia Harrigan       | IVB  | 11,14 s SB       |
| Zilver | LaVerne Jones-Ferrette | ISV  | 11,16 s          |
| Brons  | Laura Turner           | GBR  | 11,26 s SB       |

##### 200 m
| rang   | atleet                | land | prestatie (tijd) |
| ------ | --------------------- | ---- | ---------------- |
| Goud   | Charonda Williams     | USA  | 22,83 s          |
| Zilver | Cydonie Mothersille   | CAY  | 22,87 s          |
| Brons  | Muriel Hurtis-Houairi | FRA  | 23,14 s SB       |

##### 800 m
| rang   | atleet         | land | prestatie (tijd) |
| ------ | -------------- | ---- | ---------------- |
| Goud   | Pamela Jelimo  | KEN  | 1m 59,59 s SB    |
| Zilver | Kenia Sinclair | JAM  | 2m 00,77 s       |
| Brons  | Morgan Uceny   | USA  | 2m 00,95 s SB    |

##### 1500 m
| rang   | atleet                 | land | prestatie (tijd) |
| ------ | ---------------------- | ---- | ---------------- |
| Goud   | Hannah England         | GBR  | 4m 08,96 s       |
| Zilver | Bovim Ingvill Makestad | NOR  | 4m 09,62 s PB    |
| Brons  | Nikki Hamblin          | GBR  | 4m 10,51 s       |

##### 3000 m Steeple
| rang   | atleet               | land | prestatie (tijd) |
| ------ | -------------------- | ---- | ---------------- |
| Goud   | Hanane Ouhaddou      | MAR  | 9m 24,29 s NR    |
| Zilver | Sofia Assefa         | ETH  | 9m 24,40 s       |
| Brons  | Milcah Chemos Cheywa | KEN  | 9m 24,50 s PB    |

##### 100 m horden
| rang   | atleet               | land | prestatie (tijd) |
| ------ | -------------------- | ---- | ---------------- |
| Goud   | Tiffany Ofili        | USA  | 12,92 s PB       |
| Zilver | Andrea Bliss         | JAM  | 13,00 s          |
| Brons  | Lacena Golding-Clark | JAM  | 13,06 s          |

##### 400 m horden
| rang   | atleet        | land | prestatie (tijd) |
| ------ | ------------- | ---- | ---------------- |
| Goud   | Kou Luogon    | LBR  | 56,82 s          |
| Zilver | Tina Kron     | GER  | 57,28 s          |
| Brons  | Janet Wienand | RSA  | 57,50 s SB       |

##### Hoogspringen
| rang   | atleet            | land | prestatie (hoogte) |
| ------ | ----------------- | ---- | ------------------ |
| Goud   | Deirde Ryan       | IRL  | 1,91m SB           |
| Zilver | Nicole Forrester  | CAN  | 1,87m              |
| Brons  | Hanne Van Hessche | BEL  | 1,87m PB           |

##### Hink-stap-springen
| rang   | atleet              | land | prestatie (astand) |
| ------ | ------------------- | ---- | ------------------ |
| Goud   | Svetlana Bolshakova | BEL  | 14,46m             |
| Zilver | Dana Veldakova      | SVK  | 14,16m             |
| Brons  | Martina Sestakova   | CZE  | 14,06m             |

##### Kogelstoten
| rang   | atleet        | land | prestatie (astand) |
| ------ | ------------- | ---- | ------------------ |
| Goud   | Liz Wanless   | USA  | 17,92m             |
| Zilver | Jill Camarena | USA  | 17,63m             |
| Brons  | Helena Engman | SWE  | 16,88m             |

## Legenda
- AR = Werelddeelrecord (Area Record)
- MR = Evenementsrecord (Meeting Record)
- SB = Beste persoonlijke seizoensprestatie (Seasonal Best)
- PB = Persoonlijk record (Personal Best)
- NR = Nationaal record (National Record)
- ER = Europees record (European Record)
- WL = 's Werelds beste seizoensprestatie (World Leading)
- WJ = Wereld juniorenrecord (World Junior Record)
- WR = Wereldrecord (World Record)

2009 ·
2010 ·
2011 ·
2012 ·
2013